# Arga-Tjung
L'Arga-Tjung (in russo Арга-Тюнг?; in lingua sacha: Арҕаа Түҥ) è un fiume della Siberia Orientale, affluente di sinistra del Tjung (bacino idrografico della Lena). Scorre nell'Olenëkskij ulus della Sacha (Jacuzia).

## Percorso
Il fiume ha origine nella parte nord-orientale dell'altopiano della Siberia centrale tra le sorgenti del Tjung e dell'Ulach-Muna. Scorre in direzione sud-est attraverso la taiga di larici. La valle del fiume è in parte paludosa. Sfocia nel Tjung a una distanza di 849 chilometri dalla sua foce. La sua lunghezza è di 193 km, l'area del bacino è di 3 220 km².